# داگلاس والتن (هنرپیشه)
داگلاس والتن (انگلیسی: Douglas Walton (actor)؛ ۱۶ اکتبر ۱۹۱۰ – ۱۵ نوامبر ۱۹۶۱) یک هنرپیشه اهل کانادا بود.
از فیلم‌هایی که وی در آن نقش داشته است می‌توان به شورش در بونتی، صورت زخمی، سواران، دکتر جکیل و آقای هاید، عروس فرانکنشتاین، نامه، فرشته تاریکی، سفر دریایی طولانی به خانه، ماری ملکه اسکاتلند، کمیل، ماجرای مرموز و پرالتهاب و کنت مونت کریستو اشاره کرد.